# العلاقات السورينامية الليبية
العلاقات السورينامية الليبية هي العلاقات الثنائية التي تجمع بين سورينام وليبيا.

## مقارنة بين البلدين
هذه مقارنة عامة ومرجعية للدولتين:
| وجه المقارنة                                              | سورينام                        | ليبيا                                       |
| --------------------------------------------------------- | ------------------------------ | ------------------------------------------- |
| المساحة (كم2)                                             | 163.27 ألف                     | 1.76 مليون                                  |
| عدد السكان (نسمة)                                         | 563.40 ألف                     | 6.37 مليون                                  |
| الكثافة السكانية (ن./كم²)                                 | 3.45                           | 3.62                                        |
| العاصمة                                                   | باراماريبو                     | طرابلس                                      |
| اللغة الرسمية                                             | اللغة الهولندية                | اللغة العربية، اللغة العربية الفصحى الحديثة |
| العملة                                                    | دولار سورينامي، غيلدر سورينامي | دينار ليبي                                  |
| الناتج المحلي الإجمالي (بليون دولار)                      | 3.32 مليار                     | 50.98 مليار                                 |
| الناتج المحلي الإجمالي (تعادل القوة الشرائية) بليون دولار | 9.07 مليار                     | 69.32 مليار                                 |
| الناتج المحلي الإجمالي الاسمي للفرد دولار أمريكي          | 9.48 ألف                       |                                             |
| الناتج المحلي الإجمالي للفرد دولار أمريكي                 | 16.64 ألف                      | 15.60 ألف                                   |
| مؤشر التنمية البشرية                                      | 0.714                          | 0.724                                       |
| رمز المكالمات الدولي                                      | +597                           | +218                                        |
| رمز الإنترنت                                              | .sr                            | .ly                                         |
| المنطقة الزمنية                                           | 00                             | ت ع م+02:00، توقيت شرق أوروبا               |

## منظمات دولية مشتركة
يشترك البلدان في عضوية مجموعة من المنظمات الدولية، منها:
| علم المنظمة | اسم المنظمة                        | تاريخ انضمام سورينام | تاريخ انضمام ليبيا |
| ----------- | ---------------------------------- | -------------------- | ------------------ |
|             | يونسكو                             | 16 يوليو 1976        | 27 يونيو 1953      |
|             | وكالة ضمان الاستثمار متعدد الأطراف | 2 يوليو 2003         | 5 أبريل 1993       |
|             | الأمم المتحدة                      | 4 ديسمبر 1975        | 14 ديسمبر 1955     |
|             | الاتحاد البريدي العالمي            | ?                    | ?                  |
|             | البنك الدولي للإنشاء والتعمير      | 27 يونيو 1978        | 17 سبتمبر 1958     |
|             | منظمة التعاون الإسلامي             | ?                    | ?                  |
|             | منظمة حظر الأسلحة الكيميائية       | ?                    | ?                  |
|             | الاتحاد الدولي للاتصالات           | 15 يوليو 1976        | 3 فبراير 1953      |
|             | مؤسسة التمويل الدولية              | 1 سبتمبر 2011        | 18 سبتمبر 1958     |
|             | منظمة الشرطة الجنائية الدولية      | ?                    | ?                  |

## وصلات خارجية
- موقع وزارة الخارجية السورينامية
- موقع وزارة الخارجية الليبية